# Kula sv. Marka u Trogiru
Kula sv. Marka nalazi se na sjeverozapadu starog dijela grada Trogira. Okruglu kulu prilagođenu obrani od topovskih hitaca gradi Mletačka Republika tijekom 15. stoljeća, u doba turskih nasrtaja. Kula je izložena prema kopnu, a izvorno je bila spojena gradskim zidinama s tvrđavom Kamerlengo. 
Nedaleko od kule, točnije na šetnici između kule Kamerlenga i same kule, a pokraj nogometnog igrališta stoji Glorijet (klasicistički paviljon) - kružna kolonada klasicističkih oblika. Sagrađen je 1809. god. za vrijeme kratkotrajne francuske vlasti, a u čast maršala Marmonta. Važno je naglasiti da je Glorijet jedan od rijetkih spomenika francuske vlasti u Dalmaciji.

## Vanjske poveznice
|  | Zajednički poslužitelj ima još gradiva o temi Kula sv. Marka u Trogiru |